# Eric Sehn
Eric Sehn (Edmonton, 16 novembre 1984) è un tuffatore canadese. Ha rappresentato il Canada ai Giochi olimpici di Londra 2012, classificandosi ventinovesimo nel concorso dei tuffi dalla piattaforma 10 metri. Ha vinto la medaglia di bronzo nella piattaforma 10 metri sincro ai Giochi panamericani di Guadalajara 2011 ed ai  Giochi del Commonwealth di Delhi 2010.

## Palmarès
- Giochi panamericani

Guadalajara 2011: bronzo nella piattaforma 10 m sincro
- Giochi del Commonwealth

Delhi 2010: bronzo nella piattaforma 10 m sincro